# Бруххаузен-Филзен
Бруххаузен-Филзен (на немски: Bruchhausen-Vilsen) е селище (Flecken), курорт в Долна Саксония, Германия с 9 070 жители (към 31 декември 2018).
Бруххаузен-Филзен се намира на ок. 30 km южно от Бремен, 100 km югозападно от Хамбург и ок. 70 km северозападно от Хановер.
Бруххаузен е споменат за пръв път в документи през 1189 г., Филзен през 1227 г. Бруххаузен в миналото е наричн също Алтенбруххаузен (Altenbruchhausen).